# Bach Layisqi
Bach Layisqi est un village de la région de Şəki en Azerbaïdjan.

## Géographie
Le village de Bach Layisqi de la région de Şəki est situé dans la circonscription administrative du village de Bach Layisqi.

## Économie
La principale occupation de la population du village est l'agriculture et l'élevage.

## Population
Selon les statistiques de 2009, la population du village est de 5968 personnes.

## Culture
Il y a 7 sanctuaires anciens, un monument en l'honneur des villageois qui ont participé et sont morts à la Seconde Guerre mondiale, une bibliothèque, une école dans le village de Bach Layisqi.